# Anangu Pitjantjatjara Yankunytjatjara Land Rights Act 1981 (SA)

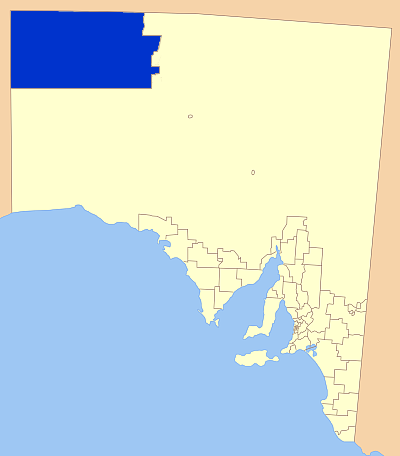
Lagekarte der Anangu Pitjantjatjara Yankunytjatjara in South Australia (blau)

Der Anangu Pitjantjatjara Yankunytjatjara Land Rights Act 1981 (SA) ist eine besondere gesetzliche Regelung im australischen Bundesstaat South Australia, die die Eigentum- und Besitzrechte in mehreren gemeinsamen traditionellen Stammesgebieten der Aborigines im Jahr 1981 grundlegend in einem eigenen Gesetz von South Australia und in keinem speziellen Native Title oder Land Right bestimmt hat.

## Gesetzgebung und Landrechte
Jeder Bundesstaat in Australien regelt indigene Landrechte durch eine eigene Gesetzgebung. Dabei handelt es sich meist um rechtsgültige Titel, mit denen die traditionellen und gewohnheitsmäßigen Rechte auf Landbesitz und -nutzung lokaler Gemeinschaften der Aborigines offiziell anerkannt und in geltendes Recht aus Gesetzen überführt werden. Im Unterschied dazu überführt der Anangu Pitjantjatjara Yankunytjatjara Land Rights Act 1981 (SA) keine Landrechte Expressis verbis als Native Title oder als Land Right, sondern regelt die Landrechte in diesem Gesetz selbst. 

## Vorgeschichte
Das Gesetz von 1981 hatte in South Australia Vorläufer. Das Gesetz Aboriginal Affairs Act 1962 enthielt viele Einschränkungen für Aborigines, die aufgehoben wurden. Darunter war die Bestrafung einer nichtindigenen Person, die sich mit einer Aborigine-Frau „gewohnheitsmäßig traf“ wie auch Beschränkungen für den Besitz und Konsum von Spirituosen durch Aborigines in Großstädten und weiteren Städten.
Der Aboriginal Lands Trust Act 1966 ermöglichte die Errichtung eines Aborigines Lands Trust, der nach Erlaubnis des Gouverneurs jegliches Kronland oder jegliche Ländereien, die für Aborigines reserviert waren, an einen Trust zu übertragen. Allerdings war davon die North-West Reserve ausgenommen. Diese Ausnahme konnte erst beseitigt werden, nachdem ein „Reserve Council“ gebildet worden war und dieses zugestimmt hatte.
1976 wurde eine Aktivistengruppe gegründet, das Pitjantjatjara Council (oder kurz „The Pit Council“), die sich für die Landrechte für die Pitjantjatjara in South Australia, Western Australia und im Northern Territory einsetzte. Premierminister Don Dunstan von der Australian Labor Party unterstützte die Gruppe und richtete eine Arbeitsgruppe ein, um die Machbarkeit eines separaten Landtrusts der Nord-West Reserve zu untersuchen. Im November 1978 brachte Dunstan einen Gesetzentwurf in die Parlamente ein, der die meisten Empfehlungen der Arbeitsgruppe übernahm. Das Gesetz war noch nicht verabschiedet, als die Labour Party im September 1979 die Wahl verlor. Im Oktober 1980 kam die Liberal Party of Australia mit David Tonkin an die Macht, der das Gesetz der Labor Party für „undurchführbar“ hielt. Er änderte das Recht insbesondere hinsichtlich der Explorations- und Bergbaurechte. Falls Bodenschätze gefunden und abgebaut wurden, mussten die Royalities (Lizenzgebühren) dreigeteilt werden, die ansonsten der Krone zugefallen wären. Ein Drittel ging an die Körperschaft, ein Drittel an die Gesundheitspflege und an die Wohlfahrt auf dem Land lebenden Aborigines und ein weiteres Drittel an den Staat. Der neue Gesetzentwurf wurde im März 1981 von beiden Kammern von South Australia verabschiedet.

## Lage
Das 1981 geschaffene Anangu-Pitjantjatjara-Yankunytjatjara Land stellt keinen Native Title oder ein Land Right dar. Die Regelungen erfolgen unmittelbar aus einem Gesetz, dem Land Rights Akt 1981. Dieses Gebiet erstreckt sich über eine Fläche von 102.360 km² und befindet sich in der nordwestlich gelegenen Eckausbildung von South Australia (siehe Lagekarte). Die Länge des Landes erstreckt sich von Osten nach Westen über 400 Kilometer und vom Norden bis zum Süden über 240 Kilometer. Die nördlich gelegene Grenze bilden die Musgrave Ranges, die Mann Ranges und die Tomkinson Ranges. Die 1921 proklamierte North West Aboriginal Reserve und weiteres gepachtetes Land wie Everard Park, Kenmore Park und Granite Downs sind Bestandteil des großen Lands. Die Aborigines der Pitjantjatjara sind die traditionellen Landeigentümer, wobei dieser Name die Aborigines der Yungkutatjara und Ngaanatjara einschließt. Die nächstgelegenen urbanen Zentren von Pukatja sind das nördlich gelegene Alice Springs in einer Entfernung von 500 Kilometer. Port Augusta liegt 1.300 Kilometer und Adelaide 1.500 Kilometer entfernt im Süden.
Das administrative Zentrum des Anangu-Pitjantjatjara-Yankunytjatjara Land liegt in Umuwa, 40 Kilometer von dem am meisten bekannten Ort Pukatja (früher Ernabella genannt) entfernt. Das ist die erste von Europäern gegründete Siedlung, in der die Ernabella-Missionsstation (1937–1974) von der Presbyterian Church aufgebaut und betrieben wurde.

## Bevölkerung

Fahne der Anangu

Im Anangu-Pitjantjatjara-Yankunytjatjara Land leben geschätzte 2.000 bis 3.000 Menschen, die Durchschnittszahl dürfte bei 2.500 liegen. Die Bevölkerung ist jung, denn 65 Prozent sind laut Ngananampa Health Council jünger als 27 Jahre. In Pukatja leben 270 Residenten und weitere 150 in den benachbarten Siedlungen. Die wichtigsten Siedlungen von Ost nach West sind Pipalyatjara, Kalka, die Murputja Homelands (Kanypi und Nyapari), Amata, Pukatja, Kaltjiti (Fregon), Mimili und Iwantja (Indulkana). Die meisten Menschen leben in den vorgenannten sieben großen Siedlungen, weitere leben in Outstations oder Homelands.

## Körperschaft
Am 30. Oktober 1981 wurden einer Körperschaft Landrechte zugesprochen. Die Körperschaft Anangu Pitjantjatjara Land erhielt 102.650 Quadratkilometer Land (inklusive der North-West Reserve und weiterer Weideland-Pachtungen) zugesprochen. Das sind etwa 10,4 Prozent der Fläche des Bundesstaats South Australia. Die Körperschaft verwaltet das Land, das sich aus mehreren Aborigines-Stämmen zusammensetzt.
Die Aufgabe der Körperschaft Anangu Pitjantjatjara Land wurde wie folgt definiert: Sie habe „für eine effiziente und verantwortliche Verwaltung und Bewirtschaftung von Land […] zu sorgen“. Die Körperschaft wird von einem Vorstand geführt, der auf einer jährlich stattfindenden Hauptversammlung zu wählen ist. Alle Aborigines vom Stamm der Pitjantjatjara, Yankunytjatjara und Ngaanyatjarras sind Mitglieder der Körperschaft.
Die Körperschaft hatte in diesem Gesetz das Recht erhalten, Land zuzuteilen. Dennoch gibt es eine wesentliche rechtliche Einschränkung, denn das zugeteilte Land ist unveräußerlich, damit unverkäuflich. Es besteht lediglich ein Nutzungsrecht. Das Zutrittsrecht zu den Grundstücken regelte die Körperschaft, es gibt spezielle Explorations- und Bergbauregeln und an Streitschlichtungen ist ein „Stammesgutachter“ zu beteiligen.
Kritisch ist anzumerken: Landbesitz ist zwar für die Aborigines von großer Bedeutung, aber daraus folgt nicht zwingend, dass jeder durch Landbesitz „vorankommen“ wird. Unbestreitbar ist allerdings die Tatsache, dass die Aborigines auf ihren angestammten Gebieten geblieben sind und sich nicht davon entfernt haben.

## Soziale Lage
Es gibt praktisch keine nennenswerte wirtschaftliche Aktivität in dem großen Gebiet, außer einige kleine Viehstationen, etwas Kunsthandwerk der Aborigines, keinen Bergbau, keinen Tourismus und praktisch keine Beschäftigung außerhalb von Regierungsbehörden. Drogenmissbrauch ist weit verbreitet, wie auch das Benzinschnüffeln. Die Lage ist durch tiefgreifende soziale, familiäre und persönliche Probleme, durch absolute Armut, hohe Sterblichkeitsraten, ein versagendes Bildungssystem, geringe Beschäftigungs- und Ausbildungsmöglichkeiten bestimmt.

## Kosten
Im Jahr 2002 wurde berechnet, dass 60 Millionen AUD 60 Millionen pro Jahr an Mitteln der Bundes- und Landesregierung an oder zugunsten der Menschen auf dem Land gezahlt werden. Das sind etwa 24.000 AUD für jeden Mann, jede Frau und jedes Kind. Zahlungen an Einzelpersonen haben mit 16 Millionen AUD den größten Anteil an den Gesamtkosten. Der Verwaltungsaufwand und die Infrastrukturkosten sind im Verhältnis zu den Gesamtkosten hoch.